# Marius Kjeldsen (arkitekt)
 Der er flere personer med dette navn, se Marius Kjeldsen (viceskattedirektør).
Marius Kjeldsen (4. maj 1924 i Askildrup pr. Randers – 24. april 2004) var en dansk arkitekt og embedsmand. Han spillede en væsentlig rolle for udbredelsen af industrialiseret byggeri i Danmark.
Han var søn af murermester og landstingsmand Melchior Kjeldsen og hustru Helene f. Bundgaard, aflagde svendeprøve i murerfaget 1944 og tog afgang fra Randers Tekniske Skole 1945, fra husbygningsteknikum i Aarhus 1946 og fra Kunstakademiets Arkitektskole 1950. Kjeldsen blev ansat i Boligministeriet samme år, blev afdelingsarkitekt 1962, konstitueret chefarkitekt 1971 og blev udnævnt 1973. Han var sekretær for Boligministeriets produktivitetsudvalg 1953-71, redaktionssekretær ved tidsskriftet Byggeindustrien 1957 og redaktør fra 1961.
Han var medlem af Nordisk komité for bygningsbestemmelser, af forskellige udvalg under boligministeriet, Dansk Standardiseringsråd, faglige organisationer mm, medlem af repræsentantskabet for Danske Arkitekters Landsforbund fra 1963, formand for Statens Byggeforskningsinstitut fra 1971 og medlem af Akademiet for de Tekniske Videnskaber.
Har redigerede og skrev flere bøger om det industrialiserede byggeris udvikling og forfattede en række artikler i faglige tidsskrifter. Han blev tildelt Byggecentrums produktivitetspris 1966 og var ved sin død Kommandør af Dannebrog.
Gift 22. december 1951 med Tove Jytte Munk-Madsen (født 25. december 1925 i København), datter af redaktionschef Povl Munk-Madsen (død 1970) og hustru Ruth f. Borgnæs (død 1970).